# Anton-Schrammel-Hof
Der Anton-Schrammel-Hof ist ein Gemeindebau in der Kopalgasse 55–61 im 11. Wiener Gemeindebezirk Simmering.

## Geschichte
Im Roten Wien der Zwischenkriegszeit entstanden zahlreiche kommunale Wohnbauten, vor allem in den von vielen Arbeitern bewohnten Außenbezirken Favoriten und Simmering. Der Anton-Schrammel-Hof wurde von 1925 bis 1926 nach Entwürfen des Architekten Karl Krist errichtet. Von 1992 bis 1994 wurde er saniert, wobei unter anderem die Fenster und Türen erneuert wurden und ein Anschluss an die Fernwärme erfolgte. Benannt ist der Gemeindebau nach dem Gewerkschafter Anton Schrammel.

## Architektur und Gestaltung
Die 257 Wohnungen umfassende und denkmalgeschützte (Listeneintrag) Wohnanlage wird durch die Kopalgasse und Meichlstraße sowie im Bereich eines gemeinsamen Innenhofes von einem 1913 errichteten, westlich anschließenden Wohnblock begrenzt. Am östlichen Ende der Anlage, wo sich Kopalgasse und Meichlstraße in spitzem Winkel treffen, ist ein gastronomischer Betrieb mit Gastgarten untergebracht. In der Kopalgasse befinden sich ein kleiner Straßenhof und ein Parteilokal. Der mittlere der drei Innenhöfe verfügt über einen Kinderspielplatz.
Ein von Karl Krist auch bei anderen Gemeindebauten verwendetes Stilelement sind Spitzbögen im Bereich der Toranlagen und der Türen und Fenster von Gassenlokalen. Darüber hinaus finden sich in diesem – aufgrund der topographischen Gegebenheiten – in seiner Gesamtheit eher unregelmäßig wirkenden Wohnbau Elemente wie Erker, Giebel und Zierzinnen. Die Wohnanlage wurde von 1993 bis 1994 renoviert. In einer Hofeinfahrt befindet sich eine Gedenktafel für Anton Schrammel. Neben einem der Eingangstore ist eine Gedenktafel angebracht, die an jene elf jüdischen Mieter erinnert, die 1938 von den Nationalsozialisten aus dem Haus vertrieben wurden.
Im noch zum Gelände des Hofes gehörenden östlichen Straßenzwickel befinden sich zwei Platanen, die wegen ihrer Ortsbildwirkung als Naturdenkmal klassifiziert sind (Listeneintrag).